# Pimelodella ignobilis
Pimelodella ignobilis är en fiskart som först beskrevs av Steindachner, 1907.  Pimelodella ignobilis ingår i släktet Pimelodella och familjen Heptapteridae. Inga underarter finns listade i Catalogue of Life.